# Рубіжне (Гайсинський район)
Рубі́жне — село в Україні, в Гайсинському районі Вінницької області, за 3 км від станції Ситківці. Населення становить 85 осіб.

## Географія
Селом протікає річка Кропив'янка, ліва притока Південного Бугу.